# ويليام إيمرسون (لاعب كريكت)
ويليام إيمرسون (بالإنجليزية: William Emmerson)‏ (1801 - 31 يوليو 1868) هو لاعب كريكت بريطاني (وحمل سابقاً جنسية المملكة المتحدة لبريطانيا العظمى وأيرلندا).